# Citroën B2
Le Type B2 è un'autovettura di classe media prodotta dal 1922 al 1927 dalla casa automobilistica francese Citroën.

## Storia e profilo
Presentata nel giugno 1921, la B2 nacque per sostituire, la Type A, la prima vettura prodotta dalla casa francese, della quale mantenne gran parte delle caratteristiche, sia meccaniche che strutturali. 

### Caratteristiche
La B2 fu una naturale evoluzione della Type A: presentata al salone dell'automobile di Parigi del 1921, fu però posta in commercio solo l'anno seguente. Rispetto al modello che andava a sostituire, la B2 si differenziava per il cofano motore più orizzontale e per la calandra più alta. Il successo fu immediato; la B2 arrivò a totalizzare quasi 90.000 esemplari nel corso dei suoi 5 anni di produzione. Merito delle doti di economia e di robustezza che contraddistinguono il modello.
Le varianti di carrozzeria erano numerose fin dall'inizio della sua commercializzazione: accanto alla tradizionale torpedo, vi erano la coupé, la limousine ed anche la coupé de villee la landaulet.
La B2 sfruttava lo stesso telaio a longheroni e traverse in acciaio già utilizzato per la Type A, ma con alcuni aggiornamenti di dettaglio. Fu tra l'altro proposto nella stessa misura di interasse (2,83 metri) delle Type A a passo normale. Il sistema frenante riprendeva quello della sua antenata, perciò era costituito da un freno a tamburo posto all'uscita del cambio e da un freno a mano che agiva sulle ruote posteriori. Le sospensioni erano ad assale rigido e mantennero le stesse soluzioni già adottate nella Type A, quindi con molle da un quarto di balestra all'avantreno e due molle sovrapposte da un quarto di balestra l'una al retrotreno. 
Il motore della B2 era un quattro cilindri in linea da 1452 cm³ in grado di erogare 20 CV a 2100 giri/min. Si trattava però solo apparentemente dello stesso identico propulsore da 22 CV della Type A Special: infatti, anche se il monoblocco ed altri componenti erano pressoché gli stessi, la distribuzione era a valvole laterali anziché in testa (soluzione presente invece nelle precedenti Type A in allestimento Torpedo Sport di pari cilindrata). Le migliorie al motore riguardavano il raffreddamento, ora con ventilatore. La trazione era posteriore e il cambio era a 3 marce. La velocità max raggiungibile era di circa 70 km/h. 

### La gamma al debutto
Al suo debutto, la B2 fu proposta in diverse varianti di allestimento: 
- Serie, ossia l'allestimento di base, previsto in abbinamento alle torpedo a tre porte, due sul lato destro ed una sul lato sinistro, mentre al posto della portiera posteriore sinistra era montata la ruota di scorta. Lo stesso allestimento venne proposto anche in abbinamento alla carrozzeria coupé de ville, in cui però la ruota di scorta era montata posteriormente, sulla coda;
- le varianti coach e limousine erano dotate di un loro allestimento specifico senza nome, più completo di quello appena descritto e con ruota di scorta montata posteriormente;
- Serie Luxe, allestimento previsto per la torpedo a quattro porte con ruota di scorta montata posteriormente;
- Tourisme Luxe, simile al precedente ma con alcune migliorie come i fari più potenti e il clacson elettrico;
- Sport, previsto per una particolare variante di torpedo, nota come torpedo skiff e caratterizzata da una coda a forma di poppa di nave. Tale carrozzeria venne disegnata dal carrozziere francese Henri-Labourdette, molto noto all'epoca per le sue raffinate realizzazioni. La Torpedo Sport fu anche l'unica B2 con potenza massima elevata a 22 CV;
- Grand Luxe, allestimento di punta previsto in abbinamento alle carrozzerie coupé de ville e landaulet.

Gli allestimenti recanti la denominazione Luxe erano provvisti anche di ammortizzatori al retrotreno.

### Carriera commerciale

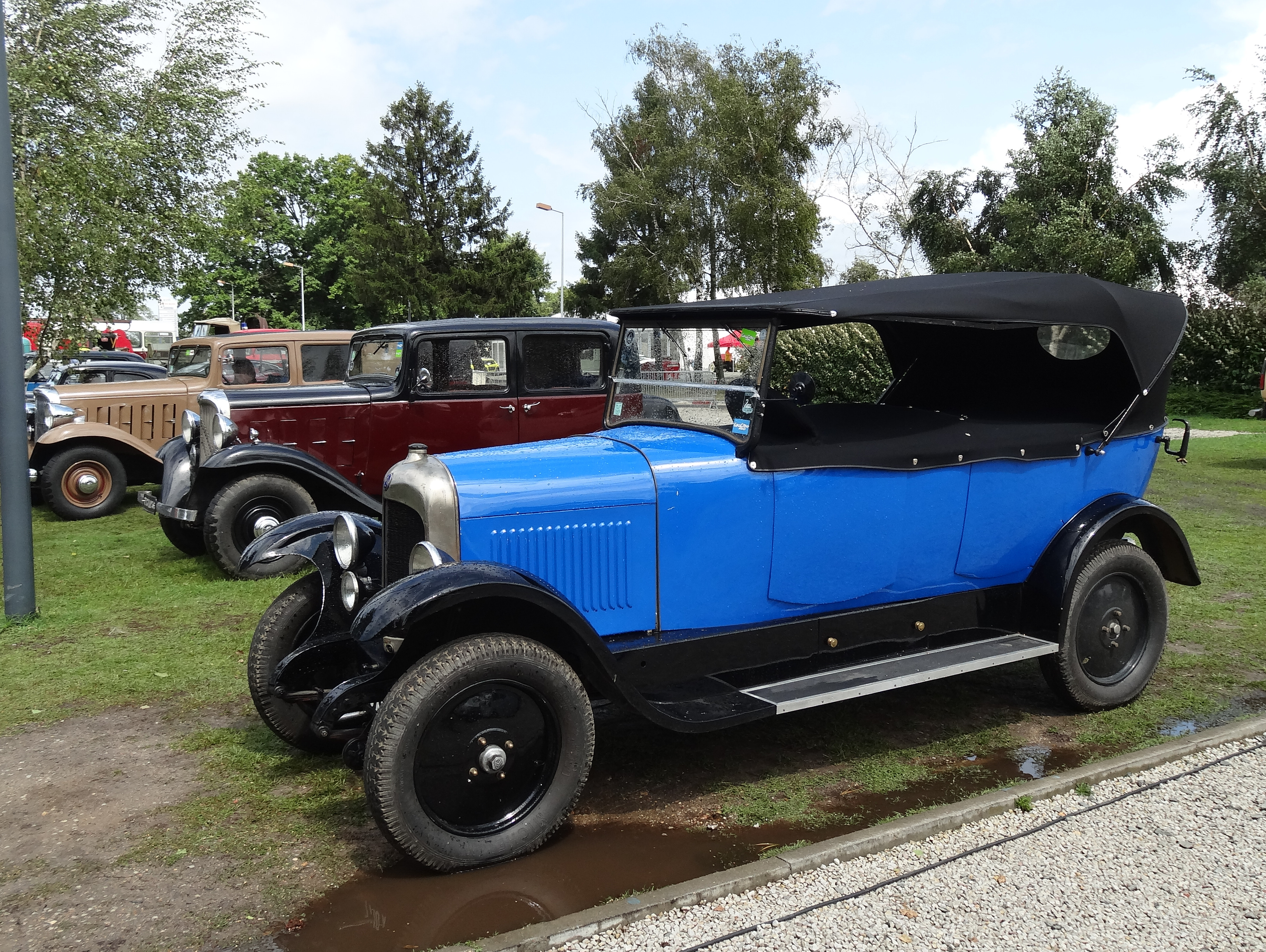
Una B2 torpedo

La B2 conobbe un ottimo successo di vendite fin da subito, al contrario della Type A che inizialmente stentò soprattutto per il fatto che la Casa del "double chevron", ancora agli inizi, doveva ancora raggiungere un'ottimale organizzazione della propria linea produttiva. All'inizio degli anni 20, poi, l'inflazione galoppante costrinse André Citroën a vendere le Type A ad un prezzo ben superiore a quanto inizialmente promesso. Ma nell'ultimo anno di vendita, i prezzi tornarono a scendere ed anche al lancio della B2 i prezzi di listino furono leggermente inferiori a quelli delle ultime Type A (13.900 FF per una torpedo di base), fatto che portò a migliorare i dati di vendita della B2 stessa sancendone il successo commerciale. La vettura riscosse particolare gradimento presso le flotte di taxi, per le quali vennero anche utilizzati alcuni telai nudi inizialmente previsti per la vecchia Type A, ma poi rimasti invenduti. La B2 fu prodotta anch'essa su catena di montaggio per abbattere i costi di produzione e soddisfare una domanda che si fece sempre più crescente. 
A partire dal mese di ottobre del 1922 alla gamma già esistente si aggiunsero le versioni commerciali denominate Boulanger, Normande e Camionette. La Normande, in particolare, era una versione promiscua che prestava indifferentemente alla gita fuori porta come al trasporto e consegna di merci. Dello stesso periodo fu anche la realizzazione in piccola serie di una versione roadster chiamata Caddy e caratterizzata fiancate concave e da una coda appuntita che ricordava la poppa di un'imbarcazione. Tale versione, chiamata Caddy, fu basata sulla preesistente B2 Torpedo Sport, resa però più flante e con corpo vettura a due soli posti più un posto della suocera. Sempre in quel periodo venne invece annunciata una berlina, con tanto di prezzo di listino (19.800 FF), ma ce di fatto non arrivò mai al listino ufficiale. Questa versione fu disegnata e realizzata dalla Henri-Labourdette, nota carrozzeria francese dell'epoca. Oltre a tali aggiornamenti di gamma, vennero apportate alcune modifiche di dettaglio, prima fra tutte la serie di feritoie ai lati del cofano motore, che da tre (come peraltro anche nella Type A) divennero addirittura sedici per migliorare il raffreddamento del vano motore.
Il successo della B2 come taxi fu tale da convincere André Citroën ad introdurre alla fine del 1923 una versione taxi con carrozzeria landaulet nel listino ufficiale. Nella primavera del 1924 la versione Caddy uscì di listino dopo circa un anno e mezzo di commercializzazione: ne vennero prodotti 300 esemplari. Nell'ottobre dello stesso anno alla B2 venne affiancata la B10, più moderna e dotata di carrozzeria interamente in acciaio. Contemporaneamente la B2, ormai verso la fine della sua carriera commerciale, venne proposta anche come cabriolet a tre posti in sostituzione della Caddy e come torpedo a tre posti tipo "trefle", cioè con due posti più uno posteriore in posizione centrale Venne ipotizzata anche una trasformabile, che però non raggiunse mai la fase finale di sviluppo. Fu l'ultimo anno di commercializzazione per la B2: essa fu tolta di produzione nell'ottobre del 1925 perché nel frattempo era stata portata allo sviluppo una nuova ed ancora più rivoluzionaria vettura che avrebbe preso il posto sia della B2 che della già citata B10: la Citroën B12. Tuttavia gli esemplari di B2 rimasti in giacenza nei magazzini e nei concessionari continuarono ad essere venduti: l'ultimo esemplare trovò un acquirente nel luglio del 1926.

### Versioni cingolate

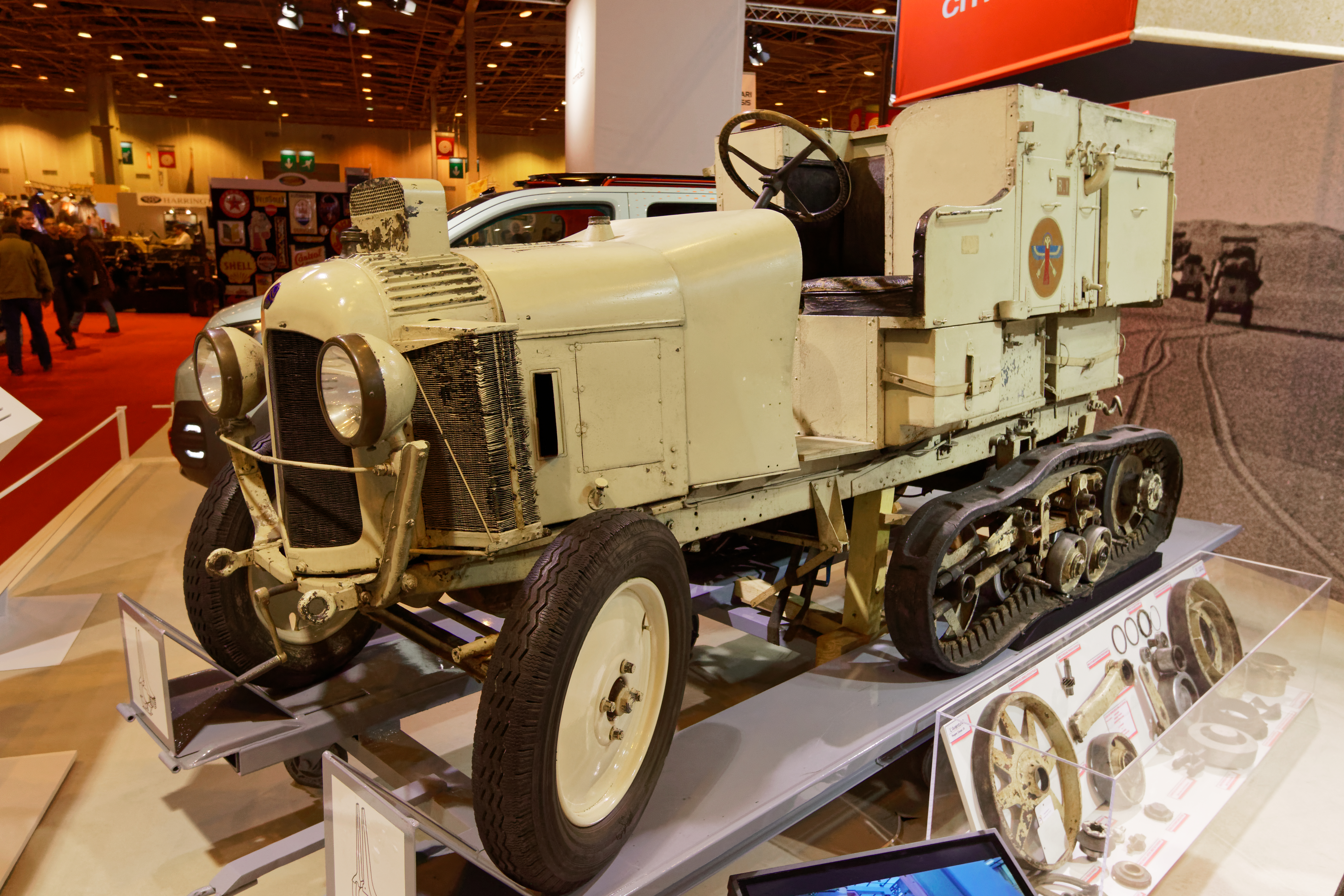
Una B2 semicingolata

Già dal 1922 della B2 fu posta in commercio addirittura delle varianti semicingolate, chiamate K1 Autochenille, mai inserita nel listino ufficiale. Essa condivideva parte del telaio con la B2 di normale produzione ed anche il motore da 1,5 litri e 20 CV di potenza massima. Cinque di questi esemplari, ribattezzati "Scarabeo d'oro", vennero utilizzati anche nella famosa Crociera Nera, una spedizione attraverso il deserto del Sahara che avrebbe reso ancor più famosa la Casa di Quai de Javel (oggi Quai André Citroën). Questo modello venne però allestito anche in altri modi e per altri utilizzi: un esempio furono i semicingolati allestiti da ambulanze o semicingolati blindati per utilizzo in campo bellico. Questi ultimi erano in pratica dei piccoli carri armati blindati e dotati di torretta con mitragliatore. La carrozzeria, realizzata dalla Schneider & C., era interamente blindata con lamiere da 5 a 7 mm di spessore. Perciò, il corpo vettura finito arrivava a pesare ben 2,1 tonnellate in ordine di marcia (cioè con personale a bordo, serbatoio pieno, acqua, olio e munizioni). Ciò si ripercosse quindi anche nelle prestazioni e nei consumi: la Citroën-Kegresse-Schneider 10CV raggiungeva una velocità massima di 35 km/h per brevissimi tratti, ma in percorsi lunghi la velocità media era di 20 km/h. Il consumo medio era di 22 litri ogni 100 km.

## Galleria d'immagini
| B2 Limousine | B2 Torpedo | B2 Caddy | B2 Camionette |
| ------------ | ---------- | -------- | ------------- |
|              |            |          |               |
|              |            |          |               |